# Luddenham
Luddenham es una parroquia civil y un pueblo del distrito de Swale, en el condado de Kent (Inglaterra).

## Demografía
Según el censo de 2001, Luddenham tenía 107 habitantes (50,47% varones, 49,53% mujeres). El 24,07% eran menores de 16 años, el 73,15% tenían entre 16 y 74 y el 2,78% eran mayores de 74. La media de edad era de 40,43 años. Del total de habitantes con 16 o más años, el 18,29% estaban solteros, el 75,61% casados y el 6,1% divorciados o viudos. 56 habitantes eran económicamente activos, 53 de ellos (94,64%) empleados y 3 (5,36%) desempleados. Había 38 hogares con residentes, ninguno vacío y 3 eran alojamientos vacacionales o segundas residencias.